# The Enforcer (1976)
The Enforcer is een Amerikaanse actiethriller uit 1976 en het derde deel in de filmserie Dirty Harry. De film werd geregisseerd door James Fargo met in de hoofdrollen Clint Eastwood als inspecteur "Dirty" Harry Callahan, Tyne Daly als inspecteur Kate Moore en DeVeren Bookwalter als terroristische leider Bobby Maxwell. Het was ook de laatste film in de serie met John Mitchum als inspecteur Frank DiGiorgio.

## Synopsis
Inspecteur Harry Callahan, door zijn harde optreden beter bekend als "Dirty Harry", en zijn collega DiGeorgio grijpen rigoureus in als drie gewapende mannen een drankwinkel overvallen. De volgende dag wordt Callahan gestraft voor zijn brute optreden en wordt hij overgeplaatst naar personeelszaken. Daar krijgt hij te maken met Kate Moore die vastbesloten is meer vrouwen een hogere functie te bezorgen. Wanneer Callahans vriend DiGeorgio door bendeleden dodelijk wordt verwond, wordt Callahan weer teruggeplaatst en krijgt hij Kate Moore als assistente. In eerste instantie zit Harry absoluut niet te wachten op een vrouwelijke partner, aangezien ook zijn eerdere partners beiden gewond raakten. Gaandeweg accepteren ze elkaar. Met zijn tweeën volgen zij het spoor van de bendeleider Bobby Maxwell.

## Rolverdeling
| Acteur             | Personage                    |
| ------------------ | ---------------------------- |
| Clint Eastwood     | Inspecteur Harry Callahan    |
| Tyne Daly          | Inspecteur Kate Moore        |
| Harry Guardino     | Politieluitenant Al Bressler |
| Bradford Dillman   | Hoofdinspecteur Jerome McKay |
| John Mitchum       | Inspecteur Frank DiGiorgio   |
| DeVeren Bookwalter | Bobby Maxwell                |
| Albert Popwell     | Big Ed Mustapha              |
| John Crawford      | Burgemeester                 |
| Robert Hoy         | Buchinski                    |
| Michael Cavanaugh  | Lalo                         |
| Dick Durock        | Karl                         |
| Samantha Doane     | Wanda                        |
| Jocelyn Jones      | Miki                         |
| M. G. Kelly        | Eerwaarde John               |